# Ernane Galvêas
Ernane Galvêas (Cachoeiro de Itapemirim; 1 de octubre de 1922-Río de Janeiro; 23 de junio de 2022), fue un economista brasileño.

## Biografía
Hijo de José Cardoso Galvêas y Maria de Oliveira Galvêas. Bachiller en Ciencias y Letras (1940), Contabilidad (1945), Economía (1956) y Derecho (1964). En 1959 obtiene su Maestría en Economía en la Universidad Yale.

## Trayectoria
Se desempeñó como presidente del Banco Central de Brasil durante los gobiernos de Costa e Silva y de Emílio Garrastazu Medici. Posteriormente fue nombrado ministro de Hacienda del gobierno de João Baptista Figueiredo.

## Fallecimiento
Murió en la tarde del 23 de junio de 2022, a los 99 años. Fue internado en el Hospital Samaritano, en el barrio de Botafogo, zona sur de Río de Janeiro, donde fue intervenido quirúrgicamente de la garganta.